# Miocardiopatia
Les miocardiopaties (o cardiomiopaties) són un grup de malalties que afecten el múscul cardíac. Al principi pot haver-hi pocs o cap símptoma. A mesura que la malaltia empitjora, es pot produir dificultat per respirar, sensació de cansament i inflor de les cames, a causa de l'aparició d'insuficiència cardíaca. Es pot produir batecs cardíacs irregulars i desmais. Els afectats tenen un major risc de mort cardíaca sobtada.
Els tipus de miocardiopatia inclouen la miocardiopatia hipertròfica, la miocardiopatia dilatada, la miocardiopatia restrictiva, la displàsia ventricular dreta arritmogènica i la miocardiopatia de takotsubo (síndrome del cor trencat). En la miocardiopatia hipertròfica, el múscul cardíac s'engrandeix i s'engrosseix. En la miocardiopatia dilatada, els ventricles augmenten de mida i es debiliten. En la miocardiopatia restrictiva, el ventricle s'endureix.
En molts casos, la causa no es pot determinar. La miocardiopatia hipertròfica normalment s'hereta, mentre que la miocardiopatia dilatada s'hereta en aproximadament un terç dels casos. La miocardiopatia dilatada també pot resultar de la ingesta d'alcohol, metalls pesants, malaltia de les artèries coronàries, consum de cocaïna i infeccions víriques. La miocardiopatia restrictiva pot ser causada per amiloïdosi, hemocromatosi i alguns tractaments contra el càncer. La síndrome del cor trencat és causada per un estrès físic o emocional extrem.
El tractament depèn del tipus de miocardiopatia i de la gravetat dels símptomes. Els tractaments poden incloure canvis d'estil de vida, medicaments o cirurgia. La cirurgia pot incloure un dispositiu d'assistència ventricular o un trasplantament de cor. El 2015, la miocardiopatia i la miocarditis van afectar 2,5 milions de persones. La miocardiopatia hipertròfica afecta aproximadament 1 de cada 500 persones, mentre que la miocardiopatia dilatada afecta 1 de cada 2.500. Van provocar 354.000 morts en comparació amb les 294.000 de 1990. La displàsia ventricular dreta arritmogènica és més freqüent en els joves.

## Miocardiopatia extrínseca
Són les miocardiopaties, on la patologia primària es troba fora del miocardi mateix. La majoria de les miocardiopaties són extrínseques, perquè per molt, la causa més comuna d'una miocardiopatia és la isquèmia. L'Organització Mundial de la Salut anomena a aquestes miocardiopaties com a específiques:
- Cardiopatia congènita
- Malalties nutricionals
- Miocardiopatia isquèmica: sovint per una coronariopatia ateromatosa.
- Miocardiopatia hipertensiva
- Miocardiopatia valvular
- Miocardiopatia inflamatòria
- Miocardiopatia alcohòlica
- Miocardiopatia diabètica
- Miocardiopatia secundària a altres malalties metabòliques sistèmiques
- Miocardiopatia restrictiva

No s'inclou en aquesta llista és la malaltia de Chagas, que és una causa important de miocardiopatia en Centre i Sud Amèrica.

## Miocardiopatia intrínseca
Una miocardiopatia intrínseca és la debilitat en el múscul del cor que no es deu a una causa externa identificable. Per fer un diagnòstic d'una miocardiopatia intrínseca, s'ha de descartar una malaltia coronària significativa (entre altres coses). El terme de miocardiopatia intrínseca no descriu l'etiologia específica del múscul del cor debilitat. Les miocardiopaties intrínseques consisteixen en una varietat d'estats de la malaltia, cadascun amb les seves pròpies causes.
La miocardiopatia intrínseca té una sèrie de causes, entre elles la toxicitat per fàrmacs i alcohol, algunes infeccions (incloent l'hepatitis C), i diverses causes genètiques i idiopàtiques (és a dir, desconegudes).
Miocardiopaties intrínseques es classifiquen generalment en quatre tipus:
- La miocardiopatia dilatada (MCD) és la forma més comuna, i una de les principals indicacions de trasplantament de cor. El cor de la MCD (especialment el ventricle esquerre) s'engrandeix i la funció de bombament es redueix. Aproximadament el 40% dels casos són familiars, però la genètica no es comprenen tan bé com la de la MCH. En alguns casos es manifesta com a miocardiopatia puerperal, i en altres casos pot estar associada amb l'alcoholisme.
- La miocardiopatia hipertròfica (MCH), és un trastorn genètic causat per diferents mutacions en els gens que codifiquen les proteïnes de sarcòmer. En la MCH el múscul del cor és gruixut, el qual pot obstruir el flux sanguini i evitar que el cor funcioni correctament.
- La miocardiopatia o displàsia aritmogènica del ventricle dret (MCAVD o DAVD) sorgeix d'una alteració elèctrica del cor en el que el múscul cardíac se substitueix pel teixit cicatritzant. El ventricle dret és generalment el més afectat.
- La miocardiopatia restrictiva (MCR) és una cardiopatia poc freqüent. Les parets dels ventricles són rígides, però no engruixides, i dificulten l'ompliment normal de sang al cor. Una forma rara de miocardiopatia restrictiva és la miocardiopatia obliterant, que apareix en la síndrome hipereosinofílica. En aquest tipus de miocardiopatia, el miocardi en els àpexs dels ventricles esquerre i dret es torna gruixut i fibrós, provocant un descens en els volums dels ventricles.
- La miocardiopatia espongiforme (o no-compacta) ha estat reconeguda com un tipus diferent des de la dècada dels 1980. El terme es refereix a una miocardiopatia on la paret del ventricle esquerre no ha aconseguit créixer adequadament des del naixement i té una aparença esponjosa quan es veu durant un ecocardiograma.